# Kalle Eriksson
Kalle Eriksson, Karl Georg Eriksson, född 14 december 1984 i Österåkers församling, är en svensk barnskådespelare. 
Han fortsatte inte skådespelarkarriären, utan verkar som lärare. Han är bosatt i södra Stockholm.

## Filmografi

### Filmer
- 1994 - Man kan alltid fiska - pojken
- 1995 - Pensionat Oskar - Viktor Runeberg
- 1996 - Lilla Jönssonligan och cornflakeskuppen - Charles-Ingvar "Sickan" Jönsson
- 1997 - Lilla Jönssonligan på styva linan - Charles-Ingvar "Sickan" Jönsson

### TV-serier
- 1994 - Den vite riddaren - Nicke, 3 avsnitt
- 1997 - Radioskugga - Alexander som åttaåring, 1 avsnitt